# Tangram (Tangerine Dream)
Tangram, pubblicato nel 1980, è il tredicesimo album del gruppo di musica elettronica tedesco Tangerine Dream.
Vede la collaborazione di un nuovo membro, Johannes Schmoelling.

## Tracce
1. Tangram Set 1 – 19:47
2. Tangram Set 2 – 20:28

## Formazione
- Edgar Froese – tastiere e chitarra
- Christopher Franke – tastiere e percussioni elettroniche
- Johannes Schmoelling – tastiere

## Crediti
Composto, suonato e registrato da Edgar Froese, Chris Franke e Johannes Schmoelling.
Registrato nel 1980 presso il Polygon Studio di Berlino.
Mixato presso l'Hansa Studio di Berlino.
Tecnico del missaggio: Eduard Meyer.
Prodotto da Chris Franke e Edgar Froese.
Grafica e disegni: Monique Froese.

## Uscite Discografiche in LP
- Virgin Records Ltd. (1980) codice prima stampa inglese V 2147 (copertina apribile "gatefold cover")
- Virgin/Ariola (1980) codice prima stampa tedesca 202 169 (copertina apribile "gatefold cover")
- Virgin Dischi SpA (1980) stampa italiana (copertina apribile "gatefold cover")
- Virgin International (1980) stampa internazionale (copertina apribile "gatefold cover")

## Ristampe in CD
- Virgin Records Ltd. (1985) codice CDV 2147 Copertina Rossa (fabbricato in UK per mercato inglese, tedesco, europeo)
- Virgin Records Ltd. (1988) codice CDV 2147 Copertina Blu (fabbricato in UK per mercato inglese, americano e europeo)
- Virgin Records Ltd. (1990) codice VJCP-2519 (fabbricato Giappone per mercato asiatico)
- Virgin Records Ltd. (1995) codice TAND 11 (fabbricato UK, Olanda, Francia, Italia "rimasterizzato")

## Curiosità
L'introduzione del primo brano è utilizzato nella colonna sonora del film Risky Business (1983), film d'esordio dell'attore Tom Cruise. L'epilogo del secondo brano accompagna quello del film Identificazione di una donna (1982) di Michelangelo Antonioni.		

## Detentori dei Diritti d'Autore
- 1980-1993: Virgin Music (Publishers) Ltd.
- 1994 ad oggi: EMI Virgin Music Ltd.